# غاير
غير (بالألمانية: Geyer) هي بلدة ألمانية تقع في ألمانيا في ساكسونيا. يقدر عدد سكانها بـ 4,034 نسمة .

## أعلام
- كونو كلوتزر
- تيرينس ويبر